# 莎拉·埃文斯
莎拉·林恩·埃文斯（Sara Lynn Evans，1971年2月5日—，在密蘇里 Boonville 出生）是一個美國鄉村音樂作曲兼歌手，她經常奪得“十佳”。
按照allmusic，莎拉·埃文斯是不多的傳統風格歌手在 1990 年代晚期出現于纳什维尔。90年代晚期之后，埃文斯成為最著名的鄉村女歌手之一，獲得過一些第一名和RIAA認證的黃金與白金獎專輯，像2004年的《Restless》和2005年的《Real Fine Place》。她2000年的專輯《Born to Fly》被公認為雙白金。

## 經歷
莎拉·林恩·埃文斯在密蘇里 Boonville 出生于1971年，祖籍英國和愛爾蘭。她曾經工作在農場，是 7 個孩子中最年長的。在她小時候音樂是她生活的一部分；5 歲時每周末在她家的樂隊唱歌。 8 歲時，在她家前面她被一輛撞傷，兩臂所處骨折。數月后恢復到了輪椅上，為她的醫藥費而繼續唱歌。當她 16 歲時，密蘇里哥伦比亚附近的夜總會表演，持續了兩年。埃文斯在1991年搬家到了田纳西州纳什维尔，有志成为乡村音乐艺术家，遇到了同行音樂家 Craig Schelske 。之后她在1992年同 Schelske 離開了纳什维尔，搬家到俄勒冈州。之后在1993年結婚，埃文斯在1995年回到纳什维尔并開始錄制演示。纳什维尔作曲家 Harlan Howard 對埃文斯的演示歌曲《Tiger by the Tail》有深刻的印象。 Howard 決定幫助埃文斯的音樂事業，最終使她與 RCA Nashville 簽約。
1997年，埃文斯通過 RCA 發行了第一張專輯《Three Chords and the Truth》。評論家贊美這張專輯重返了傳統鄉村音樂并且在一些“十佳”里包括它。